# 马文卿
马文卿（1558年—1640年），字瑞符，贵州贵阳人，明朝政治人物，同進士出身。

## 生平
生于嘉靖三十七年（1558年）。万历十三年（1585年）乙酉科貴州鄉試舉人，二十年（1592年）壬辰科三甲二百三十六名進士，吏部觀政，选翰林院庶吉士，二十二年（1594年）九月授山西道御史，本年巡视皇城，巡按直隶，又巡视边关，二十四年巡按广东，二十七年因京察被贬官而辞官回乡。崇祯十三年（1640年）十一月卒于贵阳，年八十三，著有《马侍御稿》。

## 家族
曾祖馬铨，封怀远將軍；祖馬福，指挥使；父马云龙，生员。子馬羲告，康熙甲子舉人，官知縣。马士英是他的侄子。